# Serafim Barzakov
Serafim Ivanov Barzakov –en búlgaro, Серафим Иванов Бързаков– (Kolarovo, 22 de julio de 1975) es un deportista búlgaro que compitió en lucha libre.
Participó en cuatro Juegos Olímpicos de Verano, entre los años 1996 y 2008, obteniendo la medalla de plata en Sídney 2000, en la categoría de 63 kg, el octavo lugar en Atenas 2004, el 11.º en Pekín 2008 y el 12.º en Atlanta 1996.
Ganó 4 medallas en el Campeonato Mundial de Lucha entre los años 1998 y 2005, y 10 medallas en el Campeonato Europeo de Lucha entre los años 1995 y 2007.

## Palmarés internacional
| Juegos Olímpicos   | Juegos Olímpicos            | Juegos Olímpicos  | Juegos Olímpicos |
| Año                | Lugar                       | Medalla           | Categoría        |
| ------------------ | --------------------------- | ----------------- | ---------------- |
| 2000               | Sídney (Australia)          | Medalla de plata  | 63 kg            |
| Campeonato Mundial |                             |                   |                  |
| Año                | Lugar                       | Medalla           | Categoría        |
| 1998               | Teherán (Irán)              | Medalla de oro    | 63 kg            |
| 2001               | Sofía (Bulgaria)            | Medalla de oro    | 63 kg            |
| 2003               | Nueva York (Estados Unidos) | Medalla de plata  | 66 kg            |
| 2005               | Budapest (Hungría)          | Medalla de plata  | 66 kg            |
| Campeonato Europeo |                             |                   |                  |
| Año                | Lugar                       | Medalla           | Categoría        |
| 1995               | Friburgo (Alemania)         | Medalla de plata  | 57 kg            |
| 1996               | Budapest (Hungría)          | Medalla de oro    | 57 kg            |
| 1997               | Varsovia (Polonia)          | Medalla de bronce | 63 kg            |
| 1998               | Bratislava (Eslovaquia)     | Medalla de oro    | 63 kg            |
| 1999               | Minsk (Bielorrusia)         | Medalla de plata  | 63 kg            |
| 2000               | Budapest (Hungría)          | Medalla de bronce | 63 kg            |
| 2001               | Budapest (Hungría)          | Medalla de oro    | 63 kg            |
| 2005               | Varna (Bulgaria)            | Medalla de oro    | 66 kg            |
| 2006               | Moscú (Rusia)               | Medalla de bronce | 66 kg            |
| 2007               | Sofía (Bulgaria)            | Medalla de bronce | 66 kg            |